# 上鳥羽橋上鉦講中

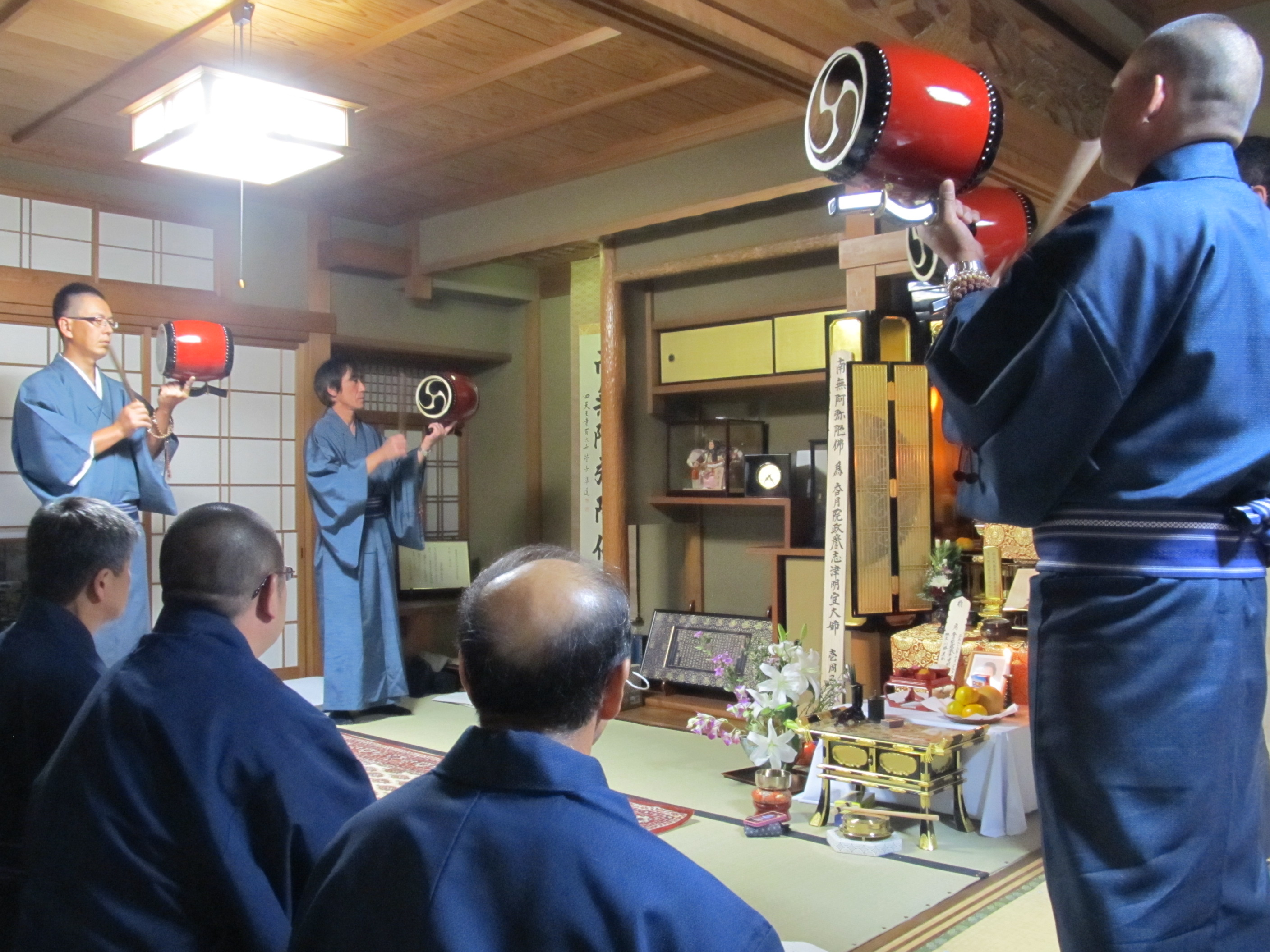
上鳥羽の六斎念仏　「焼香太鼓」

上鳥羽橋上鉦講中（かみとばはしがみかねこうちゅう）は、京都市南区上鳥羽地域を中心に六斎念仏を継承する団体である。国指定重要無形民俗文化財「京都の六斎念仏」を構成する保存団体の一つであり、京都六斎念仏保存団体連合会に所属する。

## 組織の名称
上鳥羽橋上鉦講中は「空也堂念仏」とも呼ばれ、歴史的にも空也堂との関係が深い。講における由来の多くを空也に淵源を求める。
上鳥羽の六斎念仏は空也堂の記録である「六斎念仏収納録」に、この地域に複数六斎念仏が行われていたことを記載している。1884年（明治17年）の記録では、「上鳥羽村橋上、同橋浦」とあり、さらに1907年（明治40年）には「上鳥羽村三組」と記されている。このうち、昭和まで橋浦（橋下）が六斎念仏を継承したが継承者不足により廃絶している。現在では橋上鉦講中のみが存続しており、上鳥羽の六斎念仏といえばこの橋上鉦講中を指すことが通例である。
明治時代ころまでは、組織の名称は一様でなく、「城州上鳥羽上組講中」「洛西上鳥羽橋上講」などとも呼ばれ、さらに空也堂からの免状には、「六斎大導師 上鳥羽橋上講」の称号が付与されている。六斎念仏における大導師とは、天皇家の仏教的送葬儀礼である「焼香式」において、六斎念仏講中の筆頭として「焼香式」に出仕し、導師役を勤めることによる称号である。

## 上鳥羽六斎念仏の伝承
六斎念仏は、江戸時代天明期に刊行されていたことが知られる「空也上人絵詞伝」にかかれる内容を概ね依拠して執行されている。また、その他空也を淵源とする伝承を大小保持している。例として、最も厳粛な演目である「焼香太鼓」が、空也の父と言われる醍醐天皇が崩御した折に、土足で内裏に駆けつけ焼香をおこなったことに由来しており、これは空也堂の掌握を受けた六斎念仏が参列を許可された「焼香式」で行われた儀礼に起因する。

## 演目
上鳥羽では「念仏六斎」と呼ばれる信仰を保持する六斎念仏が継承されてきた。しかし戦前までは芸能六斎をおこなったことが知られており、その由縁によって2011年（平成23年）より「芸能六斎」もおこなわれるようになった。

### 念仏六斎の演目
- 現在[いつ?]行われる演目
  - 節白舞[注釈 1]
通常の「ハクマイ」は念仏曲であるが、京都特有の和讃の鉦曲として「節白舞」を伝承する。かつては京都各地の六斎念仏の鉦講で行われていたが、現在[いつ?]は上鳥羽のみが伝える。「節白舞」は重層的な楽節を構成している。はじめに「聖」とよばれる優雅な念仏曲の演奏に続き、阿弥陀如来の利生などの和讃が続く。さらに「ときわ」よばれる念仏曲、「十三仏」と呼ばれる十三仏の仏名を唱和した後にテンポのよい「なむぶつ」と呼ばれる念仏曲へと展開される。
  - 飛観音
「節白舞」同様に京都独自の鉦曲である。西国三十三所の霊場の札打ちを詠む和讃で構成される。観音霊場を飛ばし飛ばし唱えることからの名称である。
  - 焼香太鼓[注釈 2]
かつて空也堂によって、天皇家の送葬儀礼「焼香式」への出仕する免許が付与された際に上鳥羽が大導師となり演奏した曲である。演奏は正式には水干を着用し、金銀太鼓と呼ばれる朱塗りに菊の御紋をあしらった太鼓を用いる。
- 過去行われた演目
  - 白舞
  - 坂東
  - しころ
  - 十王
  - その他

### 芸能六斎の演目
- 現在[いつ?]行われる演目
  - 発願[注釈 3]
「月の輪」「発願」からそのまま演じられる。あるいは「獅子と土蜘蛛のつなぎに用いられる。」
  - 四つ太鼓[注釈 4]
芸能六斎における基本曲とされ、はじめに練習を行う。
  - わらべ[注釈 3]
  - 花歌娘[注釈 5]
  - 乙姫[注釈 6]
  - 天狐[注釈 7]
  - 獅子と土蜘蛛[注釈 8]
上鳥羽の芸能六斎は壬生六斎念仏踊りの演目をベースとして復興された曲として「発願」「四つ太鼓」「獅子と土蜘蛛」を有する。その他の演目は他の六斎念仏にみられない独自な演目として新たに創作された。
- 過去におこなわれた演目
戦前まで六斎念仏踊りを伝えていたが、その後廃絶している。しかし、吉祥院六斎や千本六斎にその演目を伝えている。
  - 祇園囃子
  - 和唐内
上鳥羽の得意とする演目であった。
  - 獅子

## 主な年中行事
- 清水寺盂蘭盆奉納
- 淨禅寺奉納
- 棚経
- 地蔵盆の奉納
- 大日盆の奉納
- 毎月23日の月次